# Sabinópolis
Sabinópolis é um município brasileiro no interior do estado de Minas Gerais, Região Sudeste do país. Localiza-se no Vale do Rio Doce. Sua população em 2022 era de 14 240 habitantes.

## Geografia
De acordo com a divisão regional do Instituto Brasileiro de Geografia e Estatística (IBGE), o município pertence às Regiões Geográficas Intermediária de Governador Valadares e Imediata de Guanhães. Faz parte da microrregião de Guanhães, que por sua vez está incluída na mesorregião do Vale do Rio Doce.